# Баян овоо (сомон)
Баян овоо (монг.: Баян-Овоо) — сомон аймаку Хентій, Монголія. Площа 3381 км², населення 2,3 тис. Центр сомону селище Жавхлант лежить за 463 км від Улан-Батора, за 192 км від міста Ундерхаан.

## Рельєф
Солончакові ґрунти. Найвища точка Туменцогтин Овоо (1352 м), найнижча — 860 м — річка Херлен. Окрім неї протікають річки Цагаан, Гурний, Жаргалант.

## Клімат
Клімат різко континентальний. Щорічні опади 200—300 мм, середня температура січня −20°-25°С, середня температура липня +18°+20°С.

## Природа
Польова рослинність. Водяться песці, тарбагани, манули та ін.

## Сільське господарство
Сіють кормові рослини.

## Соціальна сфера
Є школа, лікарня, культурний та торговельно-обслуговуючий центри.